# The Gate
The Gate – album koncertowy amerykańskiego zespołu Swans, wydany w 2015 w limitowanej edycji (2500 egzemplarzy z ręcznie malowanymi okładkami) przez Young God Records.
The Gate zawiera nagrania zarejestrowane podczas koncertów zespołu w latach 2014–2015 oraz wersje demo nowych utworów.

## Lista utworów
Wersja 2xCD:
CD1:
| Nr | Tytuł utworu                 | Długość |
| -- | ---------------------------- | ------- |
| 1. | „Frankie M”                  | 29:25   |
| 2. | „A Little God in My Hands”   | 13:12   |
| 3. | „Apost / Cloud of Unforming” | 33:40   |

CD2:
| Nr | Tytuł utworu                     | Długość |
| -- | -------------------------------- | ------- |
| 1. | „Just a Little Boy”              | 16:40   |
| 2. | „Cloud of Forgetting”            | 11:33   |
| 3. | „Bring the Sun / Black Eyed Man” | 28:16   |
| 4. | „When Will I Return?” (Demo)     | 2:57    |
| 5. | „New Rhythm Thing” (Demo)        | 1:58    |
| 6. | „People Like Us” (Demo)          | 3:53    |
| 7. | „Red Rhythm Thing” (Demo)        | 3:04    |
| 8. | „Finally, Peace” (Demo)          | 3:25    |

## Twórcy
- Michael Gira – śpiew, gitara elektryczna
- Norman Westberg – gitara elektryczna
- Christoph Hahn – gitara hawajska
- Phil Puleo – perkusja, cymbały
- Thor Harris – perkusja, wibrafon, cymbały, altówka
- Chris Pravdica – gitara basowa